# Zenocentrotus
Zenocentrotus is een geslacht van zee-egels uit de familie Echinometridae.

## Soorten
- Zenocentrotus kellersi A.H. Clark, 1931
- Zenocentrotus paradoxus A.H. Clark, 1931
- Zenocentrotus peregrinus Philip, 1965 †